# Heinrich Hax
Heinrich Georg « Heinz » Hax (24 janvier 1900 à Berlin - 1er septembre 1969 à Coblence) est un Generalmajor allemand qui a servi au sein de la Heer dans la Wehrmacht pendant la Seconde Guerre mondiale, puis dans la nouvelle armée allemande d'après-guerre : la Bundeswehr.
Avant-guerre, il a été deux fois médaillé d'argent aux Jeux olympiques d'été.
Il a été décoré de la croix de chevalier de la croix de fer avec feuilles de chêne. La croix de chevalier de la croix de fer et son grade supérieur sont attribués pour récompenser un acte d'une extrême bravoure sur le champ de bataille ou un commandement militaire avec succès.

## Biographie

### Carrière olympique
En 1928, Heinrich Hax finit 5e du pentathlon moderne aux Jeux olympiques d'été de 1928 à Amsterdam.
Quatre ans plus tard à Los Angeles, il concourt comme tireur sportif et gagne la médaille d'argent à l'épreuve de Tir sportif#Pistolet.
En 1936 à Berlin, il gagne encore la médaille d'argent dans la même épreuve.

## Décorations

### Militaires
- Croix d'honneur
- Médaille des Sudètes
- Croix de fer (1939)
  - 2e classe (14 septembre 1939)
  - 1re classe (31 octobre 1939)
- Médaille du Front de l'Est
- Croix de chevalier de la croix de fer avec feuilles de chêne
  - Croix de chevalier le 8 mars 1945 en tant que Oberst et commandant de la 8e Panzerdivision[1]
  - 855e feuilles de chêne le 30 avril 1945 en tant que Generalmajor et commandant de la 8e Panzerdivision[2][Note 1]

### Sportif
- Jeux olympiques d'été de 1932, à Los Angeles
  - au pistolet, feu rapide, 25 mètres,  Médaille d'argent
- Jeux olympiques d'été de 1936, à Berlin
  - au pistolet, feu rapide, 25 mètres,  Médaille d'argent